# Suzanne Deriex
 (août 2024).
Suzanne Deriex, née Suzanne Cuendet à Yverdon-les-Bains le 16 avril 1926 et morte à Cully le 28 juillet 2024, est une écrivaine suisse du canton de Vaud.

## Biographie
De fréquents séjours dans la famille de sa mère à Riex, l'ont amenée à choisir son nom de plume. Elle fait des études de théologie et de mathématiques à Lausanne et à Bâle. Ses premiers articles paraissent dans le supplément littéraire de La Gazette de Lausanne.
Outre une dizaine de pièces radiophoniques, Suzanne Deriex a publié six romans qui évoquent la solitude de l'amour Corinne, San Domenico ou retracent dans la veine autobiographique l'évolution des mentalités et les mutations d'après-guerre de sa région natale Les Sept Vies de Louise Croisier née Moraz. Son roman Un arbre de vie, est le premier tome d'une trilogie retraçant l'histoire de sa famille paternelle au travers des événements de la Suisse et de l'Europe. Son roman L'Enfant et la mort, dont le narrateur, une petite fille de six ans, affronte et découvre la solitude et la mort, est couronné par le prix Charles-Veillon en 1969.
Suzanne Deriex a été secrétaire de la section romande du PEN-Club au début des années 1970.

## Sources
- « Suzanne Deriex », sur la base de données des personnalités vaudoises sur la plateforme « Patrinum » de la Bibliothèque cantonale et universitaire de Lausanne.
- sites et références mentionnés
- A. Nicollier, H.-Ch. Dahlem, Dictionnaire des écrivains suisses d'expression française, vol. 1, p. 316-318
- R. Francillon, Histoire de la littérature en Suisse romande, vol 3, p. 322-323
- H.-Ch. Dahlem, Sur les pas d'un lecteur heureux, guide littéraire de la Suisse, p. 157-158